# 伊利西恩鎮區 (明尼蘇達州勒蘇爾縣)
伊利西恩鎮區（英語：Elysian Township）是位於美國明尼蘇達州勒蘇爾縣的一個行政鎮區。

## 地方資料
伊利西恩鎮區的面積為90.66平方千米，當中陸地面積為77.97平方千米，而水域面積為12.69平方千米。根據2020年美國人口普查的數據，當地共有人口1017人，而人口密度為每平方千米11.22人。